# 查谦
查谦（1896年11月22日—1975年1月23日），原名查贵师，字啸仙，安徽泾县人，生于安徽当涂，中国物理学家、教育家、武汉大学教授及物理系创始人。华中工学院（华中科技大学）第一任院长。

## 生平
1896年11月22日出生于安徽省当涂县小丹阳镇(今马鞍山市博望区)。生长在一个书香门第和官宦之家。养父查秉钧为清翰林，曾任道台、知县，为人清廉。1915年入金陵大学文学院学习，习文、理课程15门。
1919年毕业后，在南京高等师范学校任助教。1920年赴美明尼苏达大学研究院，1923年获物理学哲学博士学位，同年回国。当时南京高师已改为国立东南大学，任物理系教授。1927年，任金陵大学（1952年和南京大学合并）物理系教授。1927年后东南大学改为中央大学（1949年改名南京大学），1929年任中央大学物理系教授，曾任中央大学教务长。1932年，任国立武汉大学教授，翌年兼理学院院长，创办物理系；1949年任武汉大学校务委员会副主任委员。1953年，创办华中工学院，任华中工学院（后改名华中理工大学、华中科技大学）院长，直至1975年。
1975年1月23日在武汉逝世。

## 家庭
其子查全性为武汉大学教授，著名电化学家、中国科学院院士，1977年提倡恢复高考选拔人才的主要人物之一。

## 文革中的遭遇
文革中查谦在批斗会上，学生被蛊惑用石子投击查至击中前额流血为止。文革后期，近耄耋之年的查生活已不能自理，后获允搬到其子查全性在武汉大学的居所中病死。

## 注
1. ↑  1949年后大陆科学家景况一览 的存檔，存档日期2013-10-12.